# Liga Konferencji UEFA (2024/2025)/Faza kwalifikacyjna (ścieżka mistrzowska)
Artykuł prezentuje szczegółowe dane dotyczące rozegranych meczów, które miały na celu wyłonienie 5 drużyn piłkarskich, które wezmą udział w fazie ligowej Ligi Konferencji UEFA 2024/2025. Faza kwalifikacyjna trwała od 25 lipca do 29 sierpnia 2024.

## Terminarz
Losowania każdej rundy będą odbywały się w siedzibie UEFA w Nyonie, w Szwajcarii.
| Faza         | Runda                        | Data losowania  | Pierwszy mecz    | Rewanż           |
| ------------ | ---------------------------- | --------------- | ---------------- | ---------------- |
| Kwalifikacje | Druga runda kwalifikacyjna   | 19 czerwca 2024 | 25 lipca 2024    | 1 sierpnia 2024  |
| Kwalifikacje | Trzecia runda kwalifikacyjna | 22 lipca 2024   | 8 sierpnia 2024  | 15 sierpnia 2024 |
| Play-off     | Play-off                     | 5 sierpnia 2024 | 22 sierpnia 2024 | 29 sierpnia 2024 |

## II runda kwalifikacyjna
Do startu w II rundzie kwalifikacyjnej uprawnionych było 12 drużyn (wszystkie z I rundy kwalifikacji Ligi Mistrzów), z czego 6 było rozstawionych.

### Podział na koszyki
Uwaga: Losowanie II rundy kwalifikacyjnej odbyło się przed zakończeniem I rundy kwalifikacyjnej, więc rozstawienia dokonano przyjmując założenie, że w I rundzie kwalifikacyjnej Ligi Mistrzów przegra drużyna o mniejszym współczynniku. W sytuacji porażki wyżej notowanej drużyny, przejmie ona współczynnik rywala.
Oznaczenia:
| Drużyny, które przegrały w I rundzie eliminacyjnej Ligi Mistrzów i zachowały swój współczynnik. |

| Drużyny, które przegrały w I rundzie eliminacyjnej Ligi Mistrzów i przejęły współczynnik rywala. |

| Drużyny rozstawione    |       |
| Drużyna                | Wsp.  |
| Dinamo Batumi          | 5.500 |
| Piunik Erywań          | 5.000 |
| Flora Tallinn          | 4.500 |
| Ħamrun Spartans        | 4.500 |
| Ordabasy Szymkent      | 4.100 |
| Víkingur Reykjavík     | 4.000 |
| Drużyny nierozstawione |       |
| Drużyna                | Wsp.  |
| FK Struga              | 3.500 |
| FC Differdange 03      | 3.500 |
| AC Virtus              | 3.000 |
| Dečić                  | 2.000 |
| Egnatia Rrogozhinë     | 1.475 |
| Ballkani               | 1.199 |

### Pary II rundy kwalifikacyjnej
| Drużyna 1           | Wynik dwumeczu | Drużyna 2          | Pierwszy mecz | Drugi mecz  |
| ------------------- | -------------- | ------------------ | ------------- | ----------- |
| Ścieżka mistrzowska |                |                    |               |             |
| FC Differdange 03   | 4:4 (3:4 k.)   | Ordabasy Szymkent  | 1:0           | 3:4 (dogr.) |
| Víkingur Reykjavík  | 2:1            | Egnatia Rrogozhinë | 0:1           | 2:0         |
| AC Virtus           | 2:5            | Flora Tallinn      | 0:0           | 2:5 (dogr.) |
| FK Struga           | 3:4            | Piunik Erywań      | 2:1           | 1:3         |
| Dinamo Batumi       | 0:2            | Dečić              | 0:2           | 0:0         |
| Ballkani            | 2:0            | Ħamrun Spartans    | 0:0           | 2:0         |

### Pierwsze mecze
| 123 lipca 2024 | FC Differdange 03 | 1:0   | Ordabasy Szymkent |                                                                       |
| 19:00 CEST     | Jorginho 37'      | (0:0) |                   | Stade Municipal de la Ville, Differdange Sędzia: Mohammad Usmam Aslam |

| 225 lipca 2024 | Víkingur Reykjavík | 0:1   | Egnatia Rrogozhinë |                                                         |
| 20:45 CEST     |                    | (0:1) | 33' Dramé          | Víkingsvöllur, Reykjavík Sędzia: Jóhan Hendrik Ellefsen |

| 323 lipca 2024 | AC Virtus | 0:0   | Flora Tallinn |                                                          |
| 21:00 CEST     |           | (0:0) |               | San Marino Stadium, Serravalle Sędzia: Dragomir Draganow |

| 424 lipca 2024 | FK Struga                       | 2:1   | Piunik Erywań    |                                                         |
| 17:00 CEST     | Ibraimi 8' (k.) · Spirowski 73' | (1:1) | 23' (k.) Villela | Stadion Biljanini Izwori, Ochryda Sędzia: Luís Teixeira |

| 524 lipca 2024 | Dinamo Batumi | 0:2   | Dečić                     |                                                |
| 19:00 CEST     |               | (0:0) | 62' Camaj · 66' Striković | Stadion Batumi, Batumi Sędzia: Sajat Karabajew |

| 623 lipca 2024 | Ballkani | 0:0   | Ħamrun Spartans |                                                  |
| 18:00 CEST     |          | (0:0) |                 | Stadion Miejski, Podujevo Sędzia: Walter Altmann |

### Rewanże
| 11 sierpnia 2024 | Ordabasy Szymkent                                                       | 4:3 (pd.)               | FC Differdange 03                                         |                                                                 |
| 17:00 CEST       | Brusco 24' (sam.) · Tagybergen 55' · Sadowski 82' · Tursynbay 117' (k.) | (1:1, 3:2, 3:2, k. 4:3) | 2' Trani · 59', 120' Jorginho                             | Stadion Każymukana Mungajtpasuly, Szymkent Sędzia: Marek Radina |
| 17:00 CEST       | · Cvek · Abiken · Umarov · Isłamchan · Tursynbay · Sadowski             | Rzuty karne             | · Jorginho · Rauch · Rychelmy · Simões · Bei · El Idrissi | Stadion Każymukana Mungajtpasuly, Szymkent Sędzia: Marek Radina |

| 21 sierpnia 2024 | Egnatia Rrogozhinë | 0:2   | Víkingur Reykjavík                  |                                                          |
| 21:00 CEST       |                    | (0:1) | 28' (sam.) Dulysse · 48' Þrándarson | Stadiumi Ruzhdi Bizhuta, Elbasan Sędzia: Fábio Veríssimo |

| 330 lipca 2024 | Flora Tallinn                                                     | 5:2 (pd.)       | AC Virtus                |                                            |
| 18:00 CEST     | Lepik 4' (k.) · Sappinen 77' (k.) · Alliku 92', 97' · Kreida 120' | (1:0, 2:2, 4:2) | 68' Benincasa · 88' Mema | A. Le Coq Arena, Tallinn Sędzia: Snir Levy |

| 430 lipca 2024 | Piunik Erywań                    | 3:1   | FK Struga     |                                                                               |
| 18:00 CEST     | Déblé 16' · Kowalenko 45', 90+6' | (2:1) | 45+4' Ibraimi | Stadion Republikański im. Wazgena Sarkisjana, Erywań Sędzia: Sigurd Kringstad |

| 530 lipca 2024 | Dečić | 0:0   | Dinamo Batumi |                                                      |
| 21:00 CEST     |       | (0:0) |               | Stadion Pod Goricom, Podgorica Sędzia: Jason Barcelo |

| 630 lipca 2024 | Ħamrun Spartans | 0:2   | Ballkani                      |                                                    |
| 18:45 CEST     |                 | (0:0) | 64' Hamidi · 76' (k.) Karrica | Hibernians Stadium, Paola Sędzia: Michele Beltrano |

## III runda kwalifikacyjna
Do startu w III rundzie kwalifikacyjnej w ścieżce mistrzowskiej uprawnionych było 8 drużyn (6 z poprzedniej rundy i 2 z I rundy kwalifikacji Ligi Mistrzów, które otrzymały wolny los w poprzedniej rundzie).

### Podział na koszyki
Uwaga: Losowanie III rundy kwalifikacyjnej odbyło się przed zakończeniem II rundy kwalifikacyjnej, więc rozstawienia dokonano przyjmując założenie, że awans uzyska drużyna z najwyższym współczynnikiem w poprzedniej rundzie. W przypadku awansu, którejś z drużyn nierozstawionej, w III rundzie przejmuje ona współczynnik najwyżej rozstawionego rywala.
Oznaczenia:
| Drużyny, które awansowały z II rundy eliminacyjnej zachowując swój współczynnik. |

| Drużyny, które zaczęły rywalizację od III rundy eliminacyjnej, otrzymując wolny los. |

| Drużyny, które awansowały z II rundy eliminacyjnej, przejmując współczynnik rywala. |

| Drużyny rozstawione    |        |
| Drużyna                | Wsp.   |
| HJK Helsinki           | 11.500 |
| Flora Tallinn          | 11.000 |
| Piunik Erywań          | 8.000  |
| Ballkani               | 6.000  |
| Drużyny nierozstawione |        |
| Drużyna                | Wsp.   |
| Dečić                  | 5.500  |
| Larne F.C.             | 4.500  |
| Ordabasy Szymkent      | 4.100  |
| Víkingur Reykjavík     | 4.000  |

### Pary III rundy kwalifikacyjnej
| Drużyna 1           | Wynik dwumeczu | Drużyna 2     | Pierwszy mecz | Drugi mecz  |
| ------------------- | -------------- | ------------- | ------------- | ----------- |
| Ścieżka mistrzowska |                |               |               |             |
| Víkingur Reykjavík  | 3:2            | Flora Tallinn | 1:1           | 2:1         |
| Ordabasy Szymkent   | 0:2            | Piunik Erywań | 0:1           | 0:1         |
| Ballkani            | 1:1 (1:4 k.)   | Larne F.C.    | 0:1           | 1:0 (dogr.) |
| HJK Helsinki        | 2:2 (4:3 k.)   | Dečić         | 1:0           | 1:2 (dogr.) |

### Pierwsze mecze
| 18 sierpnia 2024 | Víkingur Reykjavík | 1:1   | Flora Tallinn  |                                                                    |
| 20:15 CEST       | Ingimundarson 40'  | (1:1) | 21' (k.) Lepik | Víkingsvöllur, Reykjavík Widzów: 1 069 Sędzia: Ashot Ghaltakhchyan |

| 28 sierpnia 2024 | Ordabasy Szymkent | 0:1   | Piunik Erywań |                                                              |
| 17:00 CEST       |                   | (0:0) | 56' Otubanjo  | Stadion Centralny, Ałmaty Widzów: 7 860 Sędzia: Marek Radina |

| 38 sierpnia 2024 | Ballkani | 0:1   | Larne F.C.   |                                                                            |
| 20:00 CEST       |          | (0:0) | 89' Donnelly | Stadion im. Fadila Vokrriego, Prisztina Widzów: 455 Sędzia: Jakob Sundberg |

| 48 sierpnia 2024 | HJK Helsinki | 1:0   | Dečić |                                                         |
| 18:00 CEST       | Erwin 49'    | (0:0) |       | Bolt Arena, Helsinki Widzów: 4 238 Sędzia: Sandi Putros |

### Rewanże
| 115 sierpnia 2024 | Flora Tallinn | 1:2   | Víkingur Reykjavík         |                                                              |
| 18:00 CEST        | Soomets 52'   | (0:2) | 6' Þrándarson · 36' Hansen | A. Le Coq Arena, Tallinn Widzów: 3 028 Sędzia: Michal Očenáš |

| 215 sierpnia 2024 | Piunik Erywań | 1:0   | Ordabasy Szymkent |                                                                                         |
| 18:00 CEST        | Otubanjo 66'  | (0:0) |                   | Stadion Republikański im. Wazgena Sarkisjana, Erywań Widzów: 6 287 Sędzia: Rob Hennessy |

| 315 sierpnia 2024 | Larne F.C.                             | 0:1 (pd.)               | Ballkani                  |                                                            |
| 21:00 CEST        |                                        | (0:1, 0:1, 0:1, k. 4:1) | 45' (k.) Hamidi           | Inver Park, Larne Widzów: 2 100 Sędzia: Robertas Valikonis |
| 21:00 CEST        | · Thomson · Randall · Ryan · Gallagher | Rzuty karne             | · Hamidi · Ajazaj · Dulaj | Inver Park, Larne Widzów: 2 100 Sędzia: Robertas Valikonis |

| 415 sierpnia 2024 | Dečić                                                             | 2:1 (pd.)               | HJK Helsinki                                              |                                                                    |
| 21:00 CEST        | Puleio 26' · Mašović 90+4'                                        | (1:1, 2:1, 2:1, k. 3:4) | 43' Plange                                                | Stadion Pod Goricom, Podgorica Widzów: 1 017 Sędzia: Adam Ladebäck |
| 21:00 CEST        | · Božović · Caique Chagas · Stijepović · Mašović · Camaj · Drešaj | Rzuty karne             | · Lingman · Erwin · Meriluoto · Tomas · Möller · Palumets | Stadion Pod Goricom, Podgorica Widzów: 1 017 Sędzia: Adam Ladebäck |

## Runda play-off
Do startu w rundzie play-off w ścieżce mistrzowskiej uprawnionych było 10 drużyn (4 z poprzedniej rundy oraz 6 z III rundy kwalifikacji Ligi Europy w ścieżce mistrzowskiej), z czego 5 było rozstawionych.

### Podział na koszyki
Uwaga: Losowanie rundy play-off odbyło się przed zakończeniem III rundy kwalifikacyjnej, więc rozstawienia dokonano przyjmując założenie, że awans uzyska drużyna z najwyższym współczynnikiem w poprzedniej rundzie. W przypadku awansu, którejś z drużyn nierozstawionej, w rundzie play-off przejmuje ona współczynnik najwyżej rozstawionego rywala. W przypadku drużyn z III rundy kwalifikacyjnej Ligi Europy przyjęto, że przegra drużyna o mniejszym współczynniku. W sytuacji porażki wyżej notowanej drużyny, przejmie ona współczynnik rywala. 
Oznaczenia:
| Drużyny, które awansowały z III rundy eliminacyjnej zachowując swój współczynnik. |

| Drużyny, które awansowały z III rundy eliminacyjnej, przejmując współczynnik rywala. |

| Drużyny, które przegrały w III rundzie eliminacyjnej Ligi Europy i zachowały swój współczynnik. |

| Drużyny, które przegrały w III rundzie eliminacyjnej Ligi Europy i przejęły współczynnik rywala. |

| Drużyny rozstawione    |        |
| Drużyna                | Wsp.   |
| HJK Helsinki           | 11.500 |
| Víkingur Reykjavík     | 11.000 |
| Piunik Erywań          | 8.000  |
| The New Saints F.C.    | 7.000  |
| Larne F.C.             | 6.000  |
| Drużyny nierozstawione |        |
| Drużyna                | Wsp.   |
| KÍ Klaksvík            | 5.500  |
| Lincoln Red Imps       | 5.000  |
| NK Celje               | 4.500  |
| FK Poniewież           | 4.000  |
| UE Santa Coloma        | 1.199  |

### Pary rundy play-off
| Drużyna 1           | Wynik dwumeczu | Drużyna 2           | Pierwszy mecz | Drugi mecz |
| ------------------- | -------------- | ------------------- | ------------- | ---------- |
| Ścieżka mistrzowska |                |                     |               |            |
| Lincoln Red Imps    | 3:4            | Larne F.C.          | 2:1           | 1:3        |
| Piunik Erywań       | 2:4            | NK Celje            | 1:0           | 1:4        |
| Víkingur Reykjavík  | 5:0            | UE Santa Coloma     | 5:0           | 0:0        |
| FK Poniewież        | 0:3            | The New Saints F.C. | 0:3           | 0:0        |
| KÍ Klaksvík         | 3:4            | HJK Helsinki        | 2:2           | 1:2        |

### Pierwsze mecze
| 122 sierpnia 2024 | Lincoln Red Imps    | 2:1   | Larne F.C. |                                                     |
| 20:00 CEST        | Gómez 23' · Joe 42' | (2:1) | 16' Lusty  | Estádio Algarve, Faro-Loulé Sędzia: Ishmael Barbara |

| 222 sierpnia 2024 | Piunik Erywań | 1:0   | NK Celje |                                                                           |
| 18:00 CEST        | Buhari 59'    | (0:0) |          | Stadion Republikański im. Wazgena Sarkisjana, Erywań Sędzia: Luka Bilbija |

| 322 sierpnia 2024 | Víkingur Reykjavík                                              | 5:0   | UE Santa Coloma |                                              |
| 20:00 CEST        | Hansen 29', 90+6' · Ingimundarson 53' (k.), 75' · Vatnhamar 66' | (1:0) |                 | Víkingsvöllur, Reykjavík Sędzia: Ante Čulina |

| 422 sierpnia 2024 | FK Poniewież | 0:3   | The New Saints F.C.                     |                                            |
| 18:30 CEST        |              | (0:0) | 52' Davies · 64' Williams · 90+1' Clark | Stadion LFF, Wilno Sędzia: Eldorjan Hamiti |

| 522 sierpnia 2024 | KÍ Klaksvík                          | 2:2   | HJK Helsinki     |                                                 |
| 20:45 CEST        | Frederiksberg 55' (k.) · Hansson 63' | (0:1) | 14', 90+2' Erwin | Tórsvøllur, Thorshavn Sędzia: Janis Papadopulos |

### Rewanże
| 129 sierpnia 2024 | Larne F.C.                   | 3:1   | Lincoln Red Imps |                                           |
| 21:00 CEST        | Ryan 30' (k.), 43' (k.), 83' | (2:1) | 20' Lopes        | Inver Park, Larne Sędzia: Lukas Fähndrich |

| 229 sierpnia 2024 | NK Celje                                          | 4:1   | Piunik Erywań   |                                                           |
| 20:15 CEST        | Nemanič 22' · Bobičanec 42' (k.) · Kučys 73', 85' | (2:0) | 63' (k.) Cociuc | Stadion Z’dežele, Celje Sędzia: Christian-Petru Ciochirca |

| 329 sierpnia 2024 | UE Santa Coloma | 0:0   | Víkingur Reykjavík |                                                  |
| 20:00 CEST        |                 | (0:0) |                    | Estadi Nacional, Andora Sędzia: Atilla Karaoglan |

| 429 sierpnia 2024 | The New Saints F.C. | 0:0   | FK Poniewież |                                            |
| 19:30 CEST        |                     | (0:0) |              | Park Hall, Oswestry Sędzia: Jakob Sundberg |

| 529 sierpnia 2024 | HJK Helsinki            | 2:1   | KÍ Klaksvík       |                                           |
| 18:00 CEST        | Tomas 90' · Erwin 90+3' | (0:0) | 57' Frederiksberg | Bolt Arena, Helsinki Sędzia: David Fuxman |